# Yrkesband
Yrkesband är ett tjänstetecken som bärs på militära uniformer och civila tjänstedräkter i den svenska försvarsmakten för att utvisa kompetens inom fackområde.

## Bärare
Civil arbetstagare bär yrkesband på civil tjänstedräkt. Civil arbetstagare som tjänstgör på befattning i krigsförband och därmed räknas som militär personal bär yrkesband på uniform. Yrkes‐ och reservmedicinalofficerare, yrkes‐ och reservförsvarsmeteorologer, yrkes‐ och reservförsvarsmaktsingenjör samt yrkes‐ och reservofficer som är anställd som försvarsjurist bär alltid med yrkesband. Militär personal med anpassad officersutbildning, yrkes‐ eller reservofficersexamen samt militärmusiker oavsett anställningsform anlägger inte vitt band.

## Utformning
Yrkesbandet är ett färgat band som bärs axelklaffar och kragspeglar.

## Färger och fackområden
- Rött band bärs av legitimerad hälso‐ och sjukvårdspersonal (läkare, tandläkare, apotekare, sjuksköterskor).
- Lila band bärs av civil arbetstagare i befattning som försvarsmaktsingenjör, tekniker eller mekaniker.
- Grönt band bärs av väderpersonal.
- Silverfärgad galon bärs av juridisk personal (försvarsjurister, auditörer och folkrättsrådgivare).
- Blått band av veterinär, djursjukvårdare och personal vid hälsovårdsinspektion (hälsoskyddsinspektörer).
- Vitt band bärs av förvaltningspersonal (civil arbetstagare som inte tillhör annat fackområde) samt själavårdspersonal, fältartister, .

Källa: